# Hoornrots

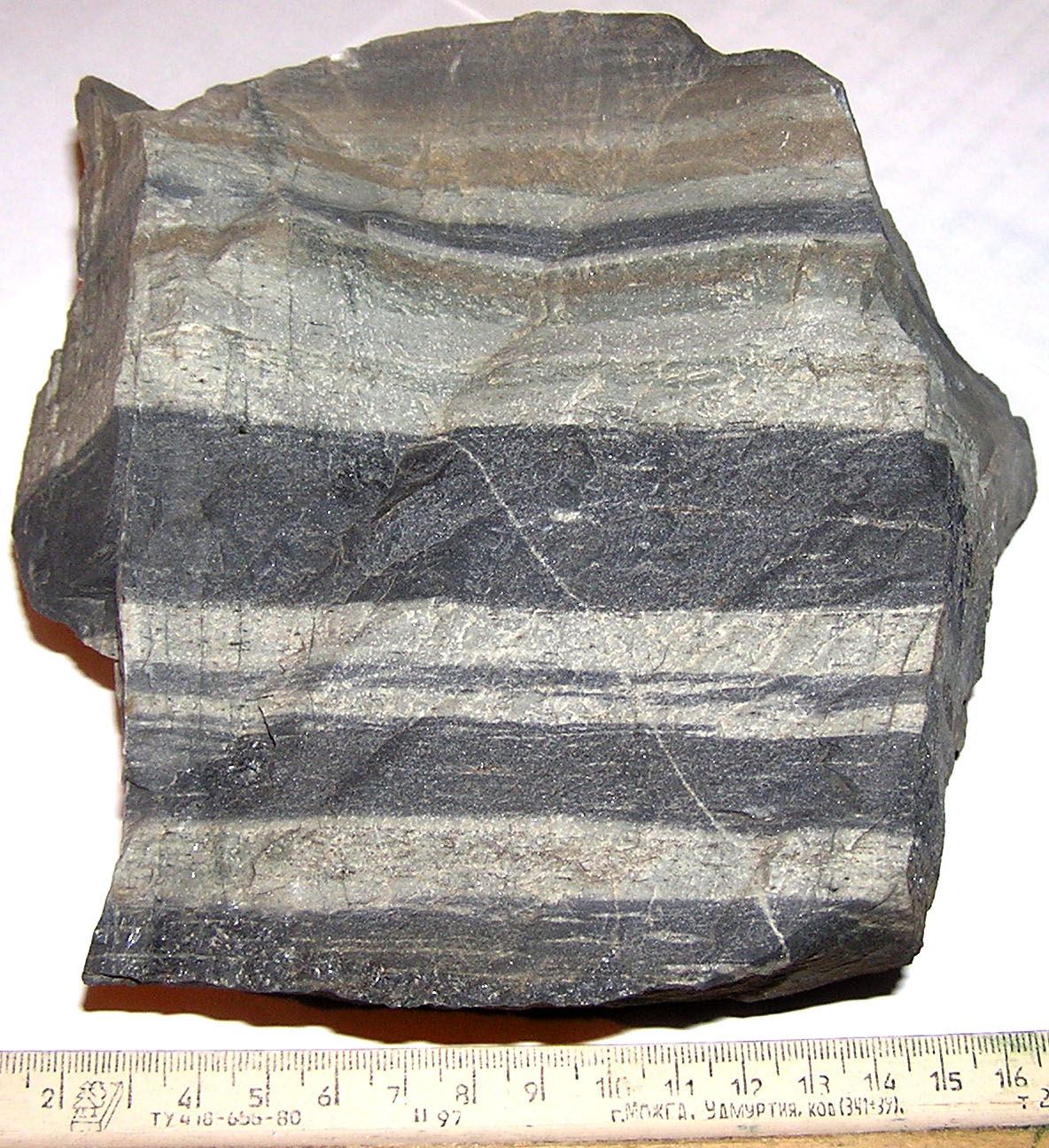
Hoornrots

Hoornrots of ho(o)rnfels (Duits voor "hoornsteen") is een contactmetamorf gesteente dat onder invloed van de temperatuur van intruderende granitische massa's gevormd is. Het metamorfe gesteente is doorgaans zwart of donkerbruin van kleur en erg hard en massief. Hoornrots is fijnkristallijn en de textuur van de protoliet van hoornrots is doorgaans compleet verdwenen.

## Metamorfe facies
Verschillende contactmetamorfe facies worden gekenmerkt door de vorming van hoornrots, de albiet-epidoot hoornfels-facies, de hoornblende hoornfels-facies en de pyroxeen hoornfels-facies. Hierin zijn de mineralen albiet, epidoot, hoornblende en pyroxeen nog te herkennen, wat indicatief is voor de metamorfe graad.